# Onciale 0136
- Papyrus
- Onciale
- Minuscules
- Lectionnaire

Le Codex 0136, portant le numéro de référence 0136 (Gregory-Aland), ε 91 (Soden), est un manuscrit du Nouveau Testament sur parchemin écrit en écriture grecque onciale.

## Description
Le codex se compose de 3 folios. Il est écrit en deux colonnes, de 15 lignes par colonne. Les dimensions du manuscrit sont 33 x 27 cm. Les experts datent ce manuscrit du IXe siècle,. Il contenant esprits et accents.
C'est un manuscrit contenant le texte incomplet de l'Évangile selon Matthieu (14,6-13; 25,9-16; 25,41-26,1). 
Le codex fut divisé en deux parties: 0136 et 0137. 0137 fut découvert par J. Rendel Harris.
Le texte du codex représenté Texte byzantin. Kurt Aland le classe en Catégorie V. 
Lieu de conservation
Il est actuellement conservé à la Bibliothèque nationale russe (Gr. 281), à Saint-Pétersbourg.